# Nexdorf
Nexdorf (niedersorbisch: Něgojce) ist ein Ortsteil der Stadt Doberlug-Kirchhain im südbrandenburgischen Landkreis Elbe-Elster.

## Lage

Nexdorf (Kreiskarte, 1910)

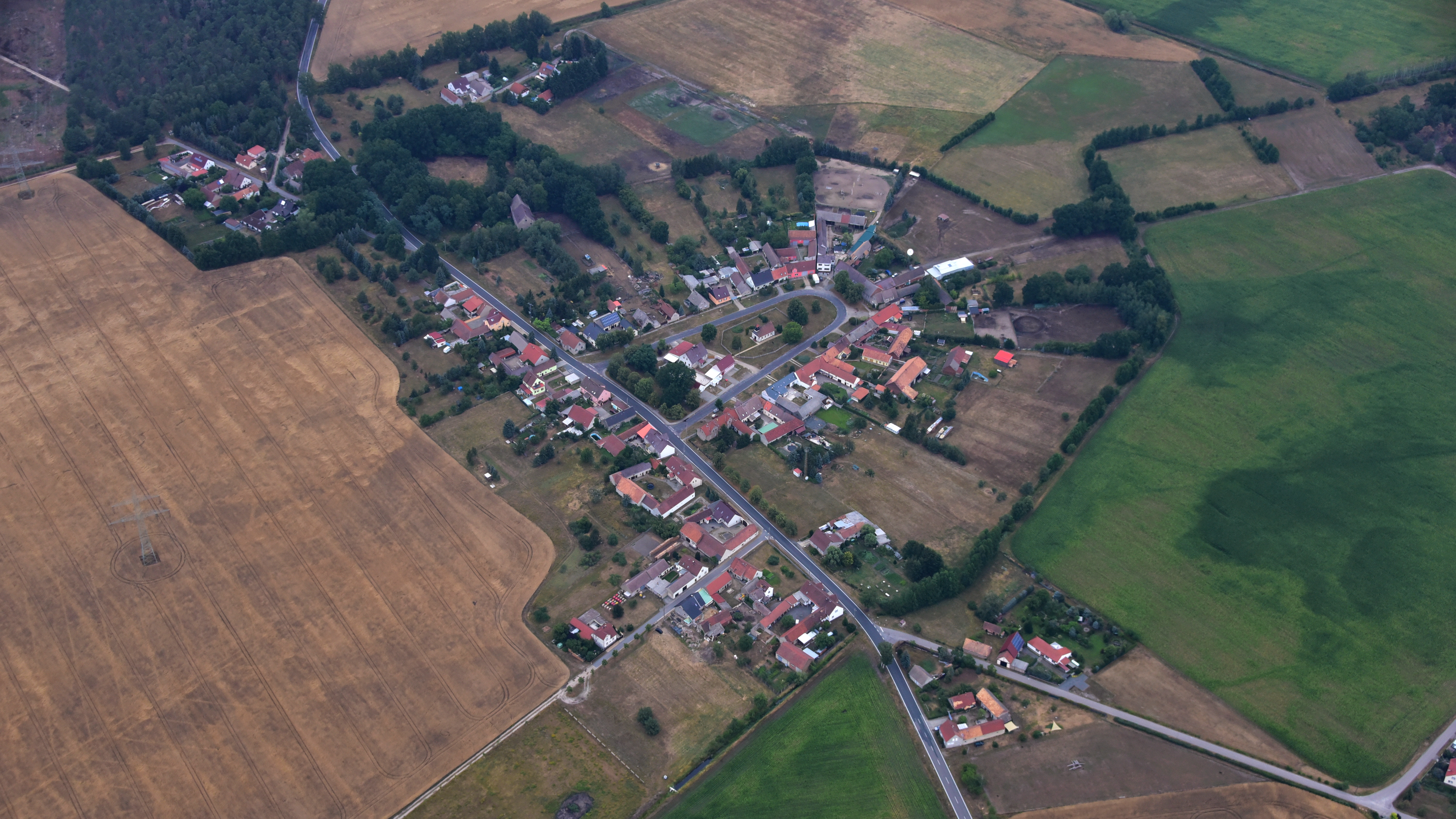
Nexdorf, Luftaufnahme (2019)

Nexdorf liegt im Naturpark Niederlausitzer Heidelandschaft etwa 16 Kilometer westlich von Doberlug-Kirchhain.

## Geschichte

Niederschlagsmittelwerte von Nexdorf für den Zeitraum von 1961 bis 1990

### Ortsgeschichte
In der Nähe des Ortes befindet sich ein bronzezeitliches Hügelfeldgrab. Nexdorf wurde am 20. Dezember 1300 erstmals als „Nicransdorf“ urkundlich erwähnt. Möglich wäre auch die Zuordnung einer Urkunde von 1272 de Niczrazen. Andere Schreibweisen des Ortsnamens waren 1329 Nicrazstorf, 1431 Nyckesstorf, 1531 Nicklasdorf, 1541 Nexsdorff, Neckstorff. Der Ortsname kann als Dorf des Nikras gedeutet werden. Der sorbische Ortsname ist 1918 erstmals bei Arnošt Muka erwähnt.
In einer überlieferten Urkunde (undatiert, etwa bis 1311) kaufte das Kloster Dobrilugk ein Mitbenutzerrecht an der neuen Mühle in Wahrenbrück von Otto IV. von Ileburg. Unbekannt ist das Alter der mittelalterlichen Landwehrs am Ort. Kurfürst Rudolf I. verkaufte 1329 den Ort an das Kloster Dobrilugk, in dessen Besitz das Dorf bis 1546 blieb.
In einem statistischen Bericht des kursächsischen Amtes Dobrilugk aus dem Jahr 1723 werden eine Kirche und fünfzehn Hufen erwähnt.
Bei einem Brand im Jahre 1816 wurde das Dorf zerstört. 1817 wurde die bis heute erhaltene Fachwerkkirche mit Holzturm errichtet. Der Ort ist hufeisenförmig um die Kirche angelegt. Ursprünglich war Nexdorf vermutlich ein Rundling. Die Kirche war eine Filiale von Buckowien. Später entstanden die Schule und ein Spritzenhaus auf dem Dorfplatz.
Im Zinsverzeichnis des Amtes Dobrilugk von 1740 wurde eine Mühle erwähnt, die aber nur wenige Jahrzehnte bestanden hat. In der zweiten Hälfte des 19. Jahrhunderts wurde eine Wassermühle im Ort errichtet. Diese Mühle hatte ein oberschlächtiges Wasserrad von etwa zwei Metern Durchmesser bei einer Breite von einem Meter. An der Mühle befand sich ein Teich als Wasserspeicher für den Mühlbetrieb. Später wurde ein Elektromotor eingebaut, der bei Wasserknappheit den Mahlbetrieb sicherstellen konnte. Durch Meliorationsarbeiten in den 1960er-Jahren wurde der Abfluss gestört, was letztlich zur Stilllegung der Mühle führte. Die Mühle wurde 1992 verkauft und ist seit dieser Zeit dem Verfall preisgegeben.
1973/73 wurde der neue Gemeindefriedhof eingeweiht. Mit dem Bau einer Wasserleitung wurde 1976 begonnen. Bis zum 31. Dezember 1998 befand sich in Nexdorf ein Messpunkt des Wetteramtes Potsdam.

### Eingemeindung
Nexdorf wurde am 1. Oktober 2001 nach Doberlug-Kirchhain eingemeindet.

### Bevölkerungsentwicklung
| Einwohnerentwicklung von Nexdorf ab 1875 bis 2009 | Einwohnerentwicklung von Nexdorf ab 1875 bis 2009 | Einwohnerentwicklung von Nexdorf ab 1875 bis 2009 | Einwohnerentwicklung von Nexdorf ab 1875 bis 2009 | Einwohnerentwicklung von Nexdorf ab 1875 bis 2009 | Einwohnerentwicklung von Nexdorf ab 1875 bis 2009 | Einwohnerentwicklung von Nexdorf ab 1875 bis 2009 | Einwohnerentwicklung von Nexdorf ab 1875 bis 2009 | Einwohnerentwicklung von Nexdorf ab 1875 bis 2009 | Einwohnerentwicklung von Nexdorf ab 1875 bis 2009 | Einwohnerentwicklung von Nexdorf ab 1875 bis 2009 | Einwohnerentwicklung von Nexdorf ab 1875 bis 2009 | Einwohnerentwicklung von Nexdorf ab 1875 bis 2009 | Einwohnerentwicklung von Nexdorf ab 1875 bis 2009 |
| Jahr                                              | Einwohner                                         |                                                   | Jahr                                              | Einwohner                                         |                                                   | Jahr                                              | Einwohner                                         |                                                   | Jahr                                              | Einwohner                                         |                                                   | Jahr                                              | Einwohner                                         |
| ------------------------------------------------- | ------------------------------------------------- | ------------------------------------------------- | ------------------------------------------------- | ------------------------------------------------- | ------------------------------------------------- | ------------------------------------------------- | ------------------------------------------------- | ------------------------------------------------- | ------------------------------------------------- | ------------------------------------------------- | ------------------------------------------------- | ------------------------------------------------- | ------------------------------------------------- |
| 1875                                              | 238                                               |                                                   | 1946                                              | 305                                               |                                                   | 1989                                              | 217                                               |                                                   | 1995                                              | 222                                               |                                                   | 2009                                              | 190                                               |
| 1890                                              | 254                                               |                                                   | 1950                                              | 313                                               |                                                   | 1990                                              | 216                                               |                                                   | 1996                                              | 208                                               |                                                   |                                                   |                                                   |
| 1910                                              | 296                                               |                                                   | 1964                                              | 229                                               |                                                   | 1991                                              | 222                                               |                                                   | 1997                                              | 211                                               |                                                   |                                                   |                                                   |
| 1925                                              | 308                                               |                                                   | 1971                                              | 239                                               |                                                   | 1992                                              | 223                                               |                                                   | 1998                                              | 203                                               |                                                   |                                                   |                                                   |
| 1933                                              | 264                                               |                                                   | 1981                                              | 215                                               |                                                   | 1993                                              | 215                                               |                                                   | 1999                                              | 211                                               |                                                   |                                                   |                                                   |
| 1939                                              | 238                                               |                                                   | 1985                                              | 215                                               |                                                   | 1994                                              | 222                                               |                                                   | 2000                                              | 211                                               |                                                   |                                                   |                                                   |

## Kultur und Sehenswürdigkeiten

### Bauwerke
Auf dem Dorfanger befindet sich die Fachwerkkirche mit Holzturm.

### Regelmäßige Veranstaltungen
Eine jährliche Veranstaltung ist neben dem traditionellen Osterfeuer das Dorf- und Feuerwehrfest im Juni.